# متیو کونگر
متیو کونگر (انگلیسی: Matthew Conger؛ زادهٔ ۱۱ اکتبر ۱۹۷۸) داور فوتبال اهل نیوزیلند است.
وی از سال ۲۰۰۷ در لیگ فوتبال نیوزلند و از سال ۲۰۱۳ در مسابقات بین‌المللی قضاوت میکند. 